# Maloja Palace
El Maloja Palace es un hotel situado a 15 km de St Moritz, Suiza, (en el cantón de los Grisones entre el valle de Engadina y el de Bregaglia).
Fue construido entre 1882 y 1884 por el conde Camille of Renesse-Breidbach (9 de julio de 1836 - 12 de junio de 1904) siguiendo los diseños de los arquitectos belgas Kuoni y Jules Rau en un estilo neorrenacentista, y fue inaugurado el 1 de julio de 1884.
En ese momento, el edificio tenía cinco plantas con 300 habitaciones y 450 camas, así como 20 salas abiertas al público para cenar o bailar. El Maloja Palace tenía un campo de golf de nueve hoyos, dos pistas de tenis y una dársena para embarcaciones de remo y vela.
Among its many famous guests, the hotel mentions Patrick Hennessy, Walter Rothschild, Arturo Toscanini and Clementine Churchill.
Entre sus muchos invitados famosos, el hotel menciona en sus archivos a Patrick Hennessy, Walter Rothschild, Arturo Toscanini y Clementine Churchill.
Sin embargo, el hotel fue a la quiebra sólo cinco meses después de su inauguración debido entre otras cuestiones a que el cólera había estallado en la vecina Italia. El hotel reabrió posteriormente con varios propietarios hasta 1934. En décadas posteriores, el gigantesco hotel sirvió al ejército suizo que realizó en él cursos de adiestramiento.
En 1962 el hotel era propiedad de Maloja AG, donde la compañía belga de seguros médicos Mutualidad Cristiano tenía una participación mayoritaria. Se arrendó el complejo del hotel a la empresa operadora Intersoc. Desde entonces, el hotel ha servido como almacén, casa de vacaciones para niños y alojamiento para grupos de jóvenes principalmente belgas.
Sin embargo, desde la década de 1980 cuando el hotel se utilizó a su plena capacidad, sus reservas fueron disminuyendo de manera constante como resultado de la falta de popularidad de los establecimientos grandes y de tipo militar sumado a la cancelación de un tren nocturno entre Bruselas y Coira (Chur). Además, al igual que otras compañías de seguros médicos belgas, Mutualidad Cristiano tuvo dificultades financieras causadas en parte por los altos costos de renovación.
En enero de 2006 el empresario italiano Amedeo Clavarino compró el hotel y después de una reforma completa reabrió el Maloja Palace en el 2009 como un hotel de cuatro estrellas con 50 suites y 130 habitaciones, un centro salud, salón de baile y salas de comedor para 700 personas.
Cada invierno la maratón de esquí “Engadin Skimarathon” toma la salida en la entrada del hotel.

## Galería de imágenes

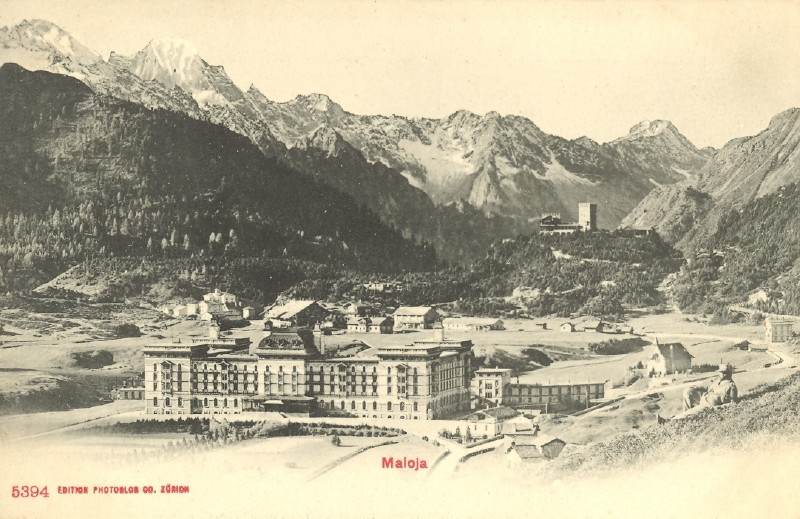
Maloja Palace 1890
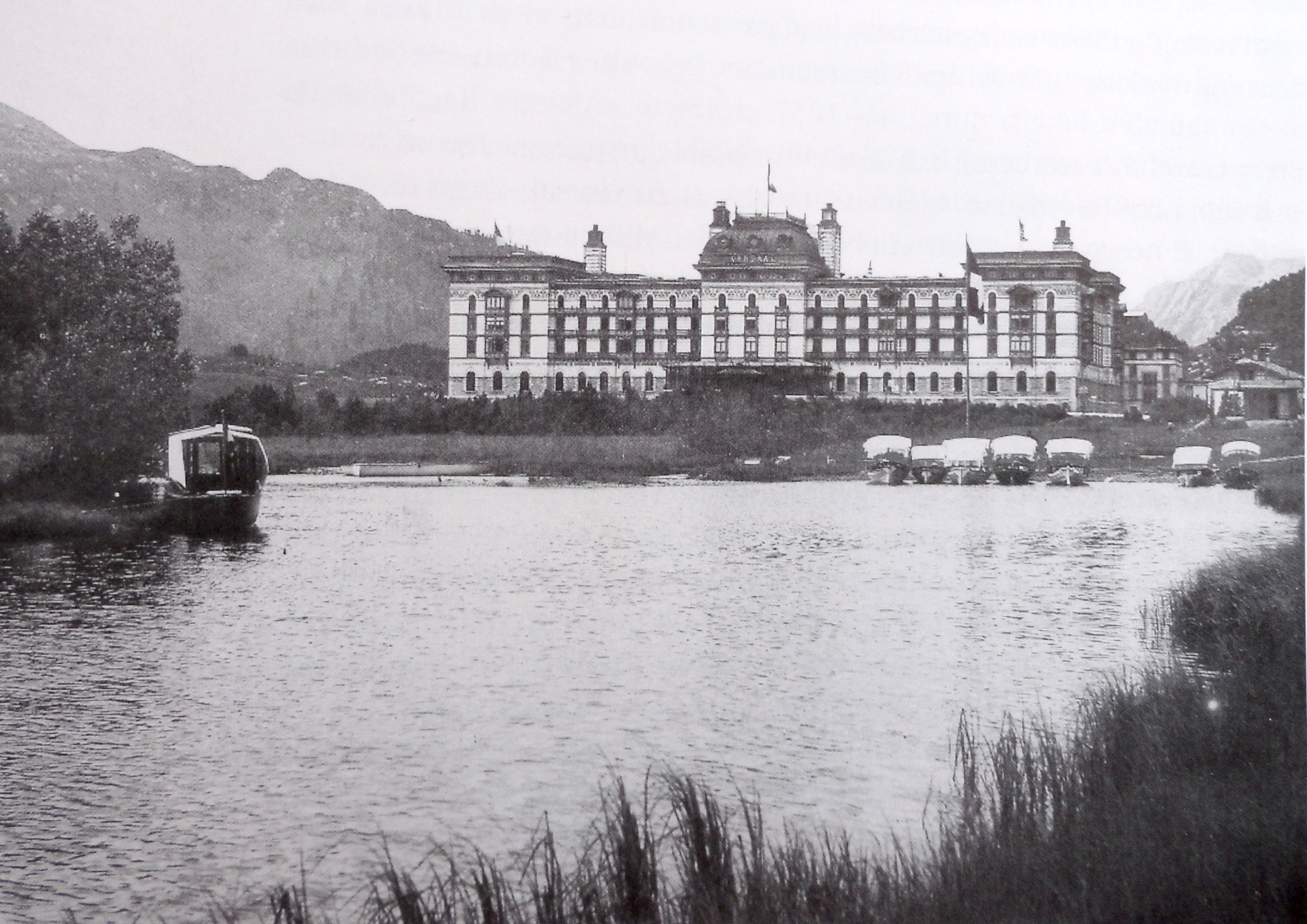
Maloja Palace circa 1900
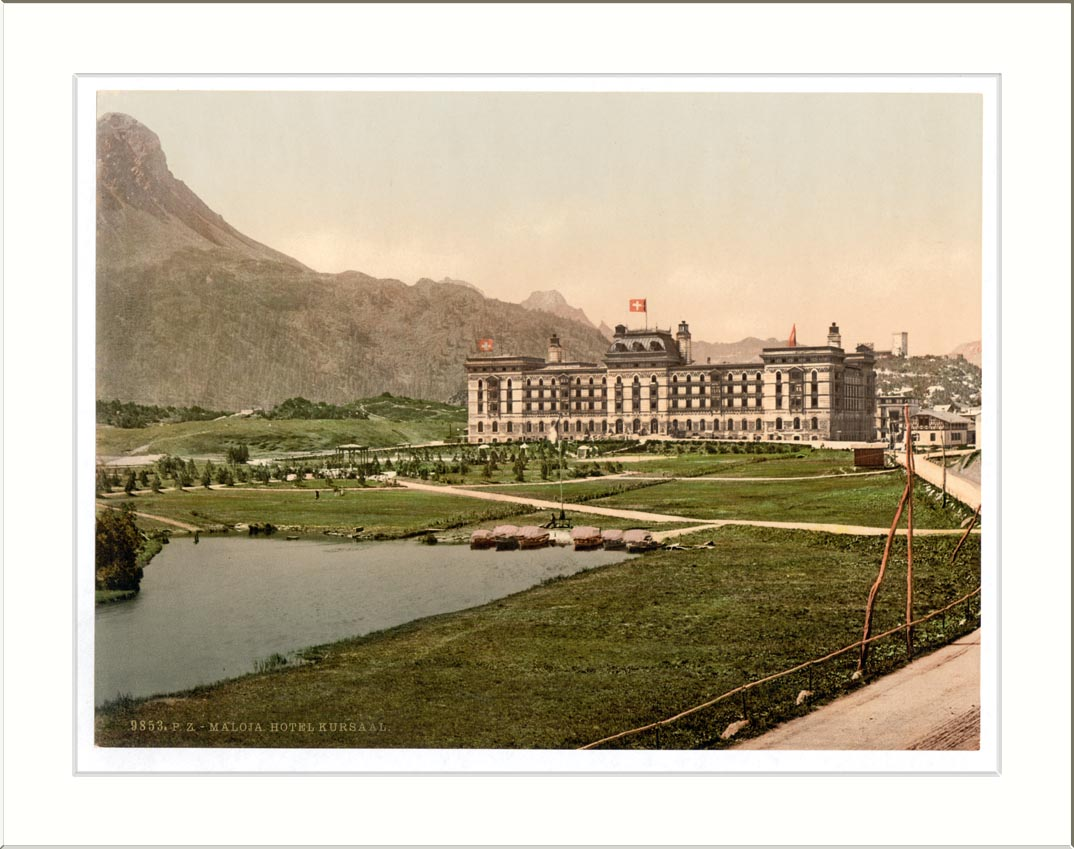
Maloja Palace Kursaal
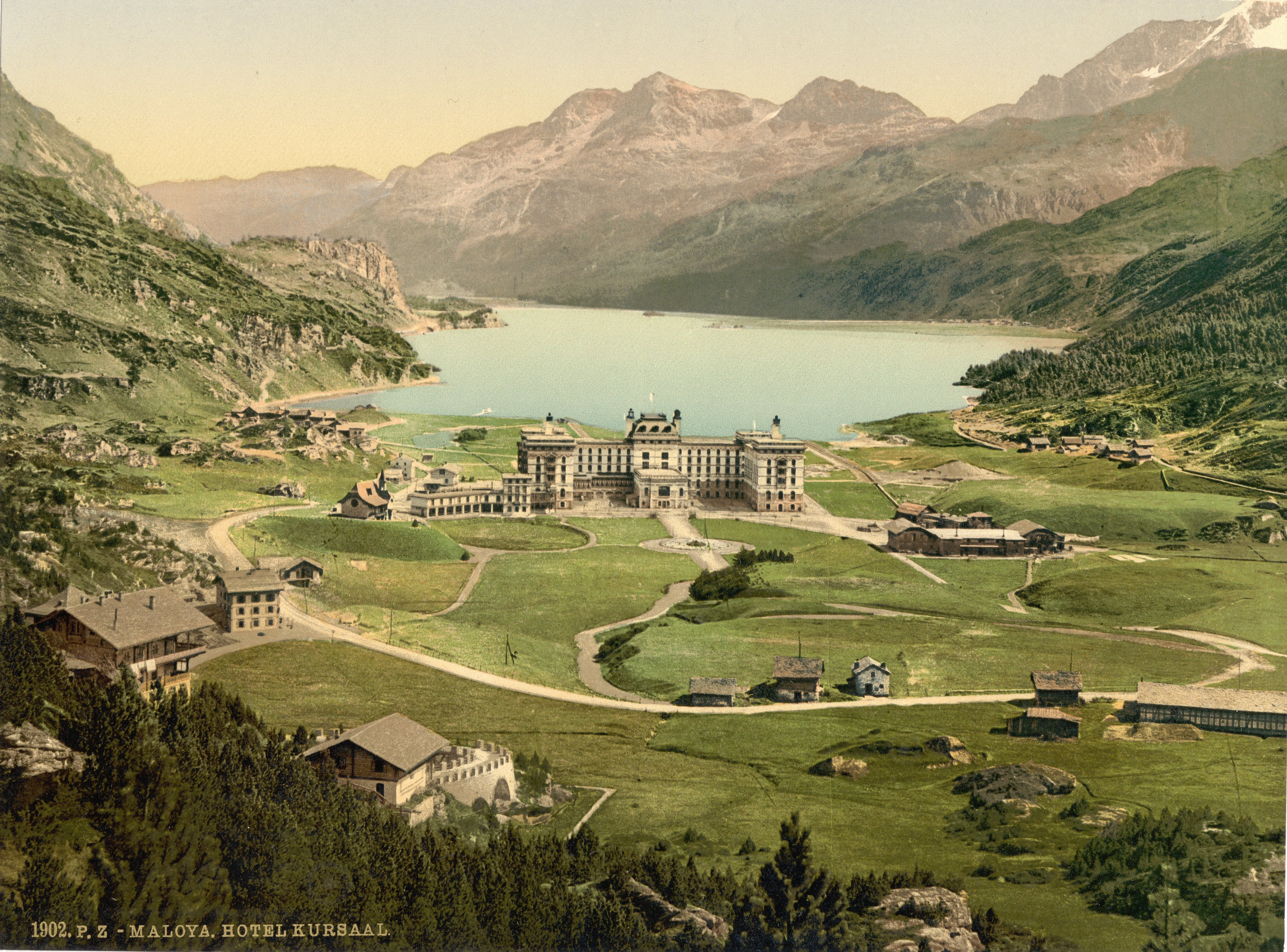
Maloja Palace Kursaal circa 1900
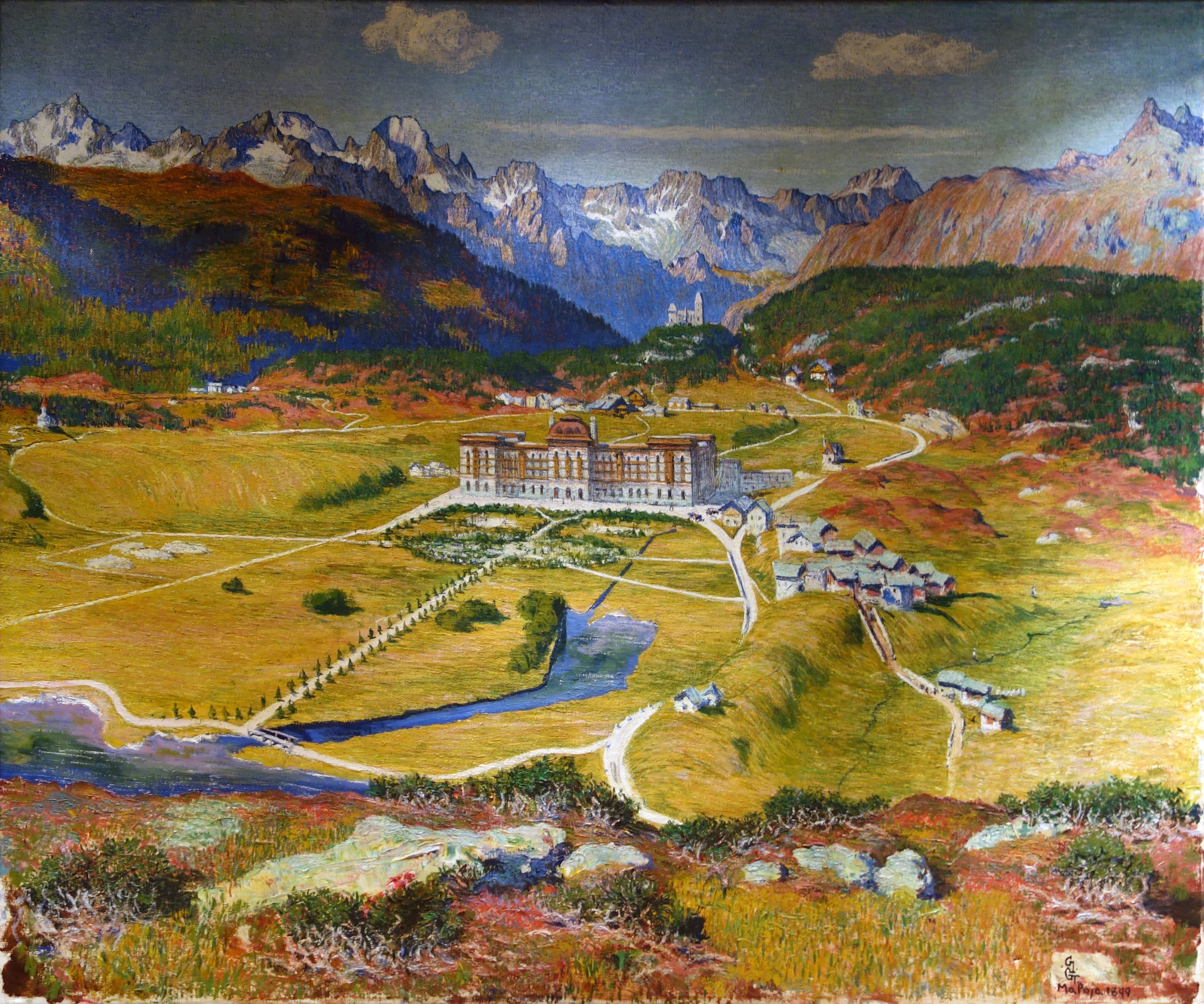
Paysage à Maloja: Le lac de Sils et le Maloja Palace